# Andorre aux Jeux olympiques de la jeunesse d'hiver de 2016
L'Andorre participe aux Jeux olympiques de la jeunesse d'hiver de 2016 à Lillehammer en Norvège du 12 au 21 février 2016. Deux athlètes représentent le pays pour cette édition.

## Résultats

### Ski alpin
| Athlète              | Épreuve      | Finale          | Finale          | Finale          | Finale          |
| Athlète              | Épreuve      | Manche 1        | Manche 2        | Total           | Rang            |
| -------------------- | ------------ | --------------- | --------------- | --------------- | --------------- |
| Albert Perez Fabrega | Slalom       | 51 s 95         | 52 s 19         | 1 min 44 s 14   | 18              |
| Albert Perez Fabrega | Slalom géant | N'a pas terminé | N'a pas terminé | N'a pas terminé | N'a pas terminé |
| Albert Perez Fabrega | Super-G      |                 |                 | 1 min 13 s 44   | 26              |
| Albert Perez Fabrega | Combiné      | 1 min 14 s 84   | Disqualifié     | Disqualifié     | Disqualifié     |

### Ski de fond
| Athlète            | Épreuve          | Qualifications | Qualifications | Quart de finale | Quart de finale | Demi-finale   | Demi-finale   | Finale        | Finale        |
| Athlète            | Épreuve          | Temps          | Rang           | Temps           | Rang            | Temps         | Rang          | Temps         | Rang          |
| ------------------ | ---------------- | -------------- | -------------- | --------------- | --------------- | ------------- | ------------- | ------------- | ------------- |
| Carola Vila Obiols | 5 km libre       |                |                |                 |                 |               |               | 15 min 28 s 6 | 34            |
| Carola Vila Obiols | Sprint classique | 3 min 59 s 21  | 35             | Non qualifiée   | Non qualifiée   | Non qualifiée | Non qualifiée | Non qualifiée | Non qualifiée |
| Carola Vila Obiols | Sprint freestyle | 4 min 20 s 25  | 40             | Non qualifiée   | Non qualifiée   | Non qualifiée | Non qualifiée | Non qualifiée | Non qualifiée |